# Williamson-féle éterszintézis

Éterszintézis szalicilaldehid és klórecetsav reakciójával, nátrium-hidroxid jelenlétében

A Williamson-féle éterszintézis névvel jelölt szerves kémiai reakció, melyben szerves halogenid és alkohol reakciójával éter állítható elő. A reakciót Alexander Williamson fejlesztette ki 1850-ben. A reakció jellemzően alkoxidion és primer alkil-halogenid SN2 reakciója. Ez a reakció tudománytörténeti szempontból is jelentős, mivel elősegítette az éterek szerkezetének igazolását.
Az általános reakciómechanizmus a következő:
A nátrium-etoxid és klóretán reakciójában például dietil-éter és nátrium-klorid keletkezik:
Na+C2H5O− + C2H5Cl → C2H5OC2H5 + Na+Cl−

## Reakciókörülmények
Az alkoxidionokat nagy reakciókészségük miatt közvetlenül a reakció előtt vagy in situ állítják elő. Laboratóriumi in situ előállításukhoz bázisként többnyire valamilyen karbonátot vagy kálium-hidroxidot használnak, míg az ipari gyártásnál a fázistranszfer katalízis a jellemző. A használható oldószerek köre igen széles, de a protikus és az apoláris oldószerek hajlamosak nagyon lelassítani a reakciót, mert csökkentik a szabad nukleofil elérhetőségét. Emiatt gyakran acetonitrilt és dimetilformamidot használnak.
A reakciót jellemzően 50–100 °C hőmérsékleten végzik, időtartama 1–8 óra. Sokszor a kiindulási anyagok eltűnése nehezen észlelhető, és gyakoriak a mellékreakciók is. Laboratóriumban általában 50–95%-os kitermelés érhető el, míg az ipari eljárásokban csaknem kvantitatív az átalakulás.
A laboratóriumi szintézis során általában nem szükséges katalizátor, azonban ha csökkent reakciókészségű alkilezőszert (például alkil-kloridot) használunk, akkor a reakciósebesség jelentősen megnövelhető katalitikus mennyiségű, oldható jodid só hatására (utóbbi a Finkelstein-reakció egyik változataként a kloriddal halogén-kicserélődési reakcióba lép, melynek során a jóval reaktívabb jodid keletkezik). Kivételes esetben ezüstsó, például ezüst-oxid is használható:
Az ezüstion a távozó halogenidcsoporthoz koordinálódva segíti elő annak gyorsabb kilépését. Egyes esetekben fázistranszfer katalizátort (pl. tetrabutilammónium-bromidot vagy 18-korona-6-ot) használnak, ami azáltal növeli az alkoxid oldhatóságát, hogy szoftabb elleniont juttat a rendszerbe.

## Mellékreakciók
Versengő reakcióként gyakran jelentkezik az alkilezőszer bázis által katalizált eliminációja. Azt, hogy melyik reakció megy inkább végbe, nagyban befolyásolja a távozó csoport természete és a reakció körülményei (különösen a hőmérséklet és hogy milyen oldószert használunk). Bizonyos szerkezetű alkilezőszerek különösen hajlamosak lehetnek az eliminációs reakcióra.
Ha a nukleofil aroxidion, akkor versengő reakcióként a gyűrű alkilezése is jelentkezhet, mivel az aroxidok ambidens nukleofilek.

## Fordítás
Ez a szócikk részben vagy egészben  a   Williamson ether synthesis című angol Wikipédia-szócikk ezen változatának fordításán alapul.  Az eredeti cikk szerkesztőit annak laptörténete sorolja fel. Ez a jelzés csupán a megfogalmazás eredetét és a szerzői jogokat jelzi, nem szolgál a cikkben szereplő információk forrásmegjelöléseként.